# Man or Astro-man?
Man or Astro-man? foi uma banda de surf rock formada no Alabama em 1992 e uma das bandas mais proeminentes na época em seu gênero.

## História
A banda começou tocando rock instrumental, semelhante a outras banda de surf-rock como The Ventures, mais tarde adotaram uma fusão de estilos, que incluem o surf rock dos anos 1960 com o new wave e o punk rock do final dos anos 1970 e meados dos anos 1980.
A banda era conhecida por sua anacrônica dedicação aos temas dos antigos programas de TV e filmes de ficção científica, uso de samplers, obscuros dispositivos eletrônicos como o theremins e bobinas de tesla, e enérgicas performances ao vivo.
Seus primeiros álbuns, Is It… Man or Astroman? e Destroy All Astromen! foram gravados com instrumentos tradicionais utilizados por bandas de surf rock, mas já mostravam músicas com introduções inspiradas em sci-fi, mais tarde, álbuns como EEVIAC Operational Index and Reference Guide, Including Other Modern Computational Devices e A Spectrum of Infinite Scale apresentaram sintetizadores, e sons de equipamentos inusitados (como impressoras Apple ImageWriter II, por exemplo), resultando em canções abstratas e experimentais.

## Discografia

### Álbuns
- Is It… Man or Astroman? LP/CD (Estrus Records - 1993)
- Project Infinity LP/CD (Estrus Records - 1995)
- Intravenous Television Continuum LP/CD (One Louder Records - 1996) CD (Reedição USA: Au-Go-Go Records - 1997)
- Experiment Zero LP/CD (Touch & Go Records - 1996)
- Made from Technetium LP/CD (Touch & Go Records, One Louder, e Au-Go-Go Records, 1997)
- EEVIAC Operational Index and Reference Guide, Including Other Modern Computational Devices LP/CD (Epitaph Europe e Touch & Go Records - 1999)
- A Spectrum of Infinite Scale 2x10"/CD (Epitaph Europe e Touch & Go Records - 2000)
- A Spectrum of Finite Scale Tour-Only CD (Zerotec - 2001)

### Singles/EPs
- Possession by Remote Control 7" (Homo Habilis records - 1992)
- Amazing Thrills! in 3-Dimension 7" (Estrus Records - 1993)
- Supersonic Toothbrush Helmet 7" (Lance Rock Records - 1993)
- Captain Holojoy's Space Diner 7" (Lucky Records - 1993)
- Mission into Chaos! 7" (One Louder Records - 1993)
- Man or Astro-man? vs. Europa 7" (Homo Habilis Records - 1993)
- Astro Launch 7" (Estrus Records - 1994)
- The Brains of the Cosmos 7" (Demolition Derby Records - 1994)
- Your Weight on the Moon 10"/CD EP (One Louder Records - 1994)
- Inside the Head of... Mr. Atom 7" (Estrus Records - 1994)
- Creature Feature flexi 7" com Monster Magazine #4/Highball Magazine #2 (Kronophonic Records - 1994)
- Return to Chaos 7" (Homo Habilis e One Louder - 1995)
- Man or Astro-man? in Orbit 7" ([Shake It Records - 1995)
- Postphonic Star Exploration 5" (Sympathy for the Record Industry - 1995)
- Needles in the Cosmic Haystack 7" (East Side Records - 1995)
- World Out of Mind! 7" (Estrus Records - 1995)
- Espanto del Futuro" 7" (Fear and Loathin Records - 1995)
- Welcome to the Sonic Space Age 7" (Clawfist Records - 1995)
- Deluxe Men in Space 7"/CDS (Touch & Go Records and One Louder - 1996)
- The Sounds of Tomorrow 7" (Estrus Records - 1996)
- UFO's and the Men Who Fly Them! 7" (Drug Racer Records - 1996)
- 1000x 10"/CD EP (Touch & Go Records and One Louder - 1997)
- Inside the Head of John Peel Bootleg 2x7" (Astro-Fonic Records - 1997)
- Ex Machina 7" (Touch & Go Records - 1998)

### Com outros artistas
- 7" com Teenage Caveman; Kill Geeksville (Worry Bird Records - 1994)
- 7" com Huevos Rancheros; The Various Boss Sounds from Beyond the Far Reaches… and Then Some! (Get Hip Records - 1994)
- 7" com Girls Against Boys; Cheap Sweaty Fun & TJ's Xmas (Selo desconhecido - 1994)
- 7" com Anachronauts; Disjointed Parallels (Eerie Materials - 1995)
- 7" com Chrome; Gearhead Magazine Insert (Gearhead - 1996)
- 7" com Pavement; Schoolhouse Rock! Rocks (Atlantic Records/Lava Records - 1996)
- 7" com Jonny and the Shamen; Two Blood-Soaked Space-Horror Hits!! (Loch Ness Records - 1999)

### Compilações e ao vivo
- Destroy All Astromen! LP/CD (Estrus Records - 1994)
- Live Transmissions from Uranus LP-picture disc/CD (One Louder Records - 1995), LP/CD (Homo Habilis Records - 1995), CD (Reedição USA: Touch & Go Records - 1997)
- What Remains Inside a Black Hole LP/CD (Au-Go-Go Records - 1995)
- Beyond the Black Hole CD (Estrus Records - 2001)